# Multiplikacija depozita
Teoretska mogućnost procesa multiplikacije depozita obično se objašnjava ovako:
ako je početni depozit 1000, a potrebna likvidna rezerva 20%, tada će (uz pretpostavku lančanog prenosa iz banke u banku i uz zadržavanje iste rezerve) proces kreditne ekspanzije ići ovim tokom:
| 1.banka depozit 1000        | kredit 800   | rezerva 200         |
| 2. banka depozit 800        | kredit 640   | rezerva 160         |
| 3. banka depozit 640        | kredit 512   | rezerva 128         |
| 4. banka depozit 512        | kredit 409,6 | rezerva 102,4...itd |
| ukupno moguće: depozit 5000 | kredit 4000  | rezerva 1000        |

Prema tome, višak likvidnih sredstava (u datom primjeru 800) u odnosu na rezervu (200) koja je dovoljna za pokriče depozita (1000) predstavlja osnovu multiplikacije.
Matematski i teoretski maksimalna granica kreditne lančane ekspanzije određena je u izvedenom primjeru koeficijentom 4, koji predstavlja faktor multiplikacije kredita (kreditni multiplikator) odnosno koeficijentom 5, koji predstavlja faktor multiplikacije depozita. Uz iste pretpostavke, ali uz likviditetnu rezervu od 10%, odnosni multiplikatori iznosili bi 9 i 10.
Proces multiplikacije depozita spominje još i Adam Smith, kojeg u Kapitalu citira Karl Marx, on kaže: "Nepobitna je istina da se 1000 funti koje netko danas deponira kod A-a sutra opet izdaju i sačinjavaju depozit kod B-a. Dan kasnije, kad ih B isplati, mogu sačinjavati depozit kod C-a i tako beskonaćno. Stoga je moguće da 9/10 svih depozita u Ujedinjenom Kraljevstvu egzistiraju samo kao uknjiženi stav u knjigama bankara."
Prof. dr. Ivo Perišin, autor knjige Monetarno Kreditna Politika, u kojoj su iznesene gornje teoretske konstrukcije, kaže da su one samo polazne, a da su u praksi moguća veoma značajna odstupanja, koja dovode do toga da je stvarnu multiplikaciju nemoguće predvidjeti.